# بحر كوزموناتس

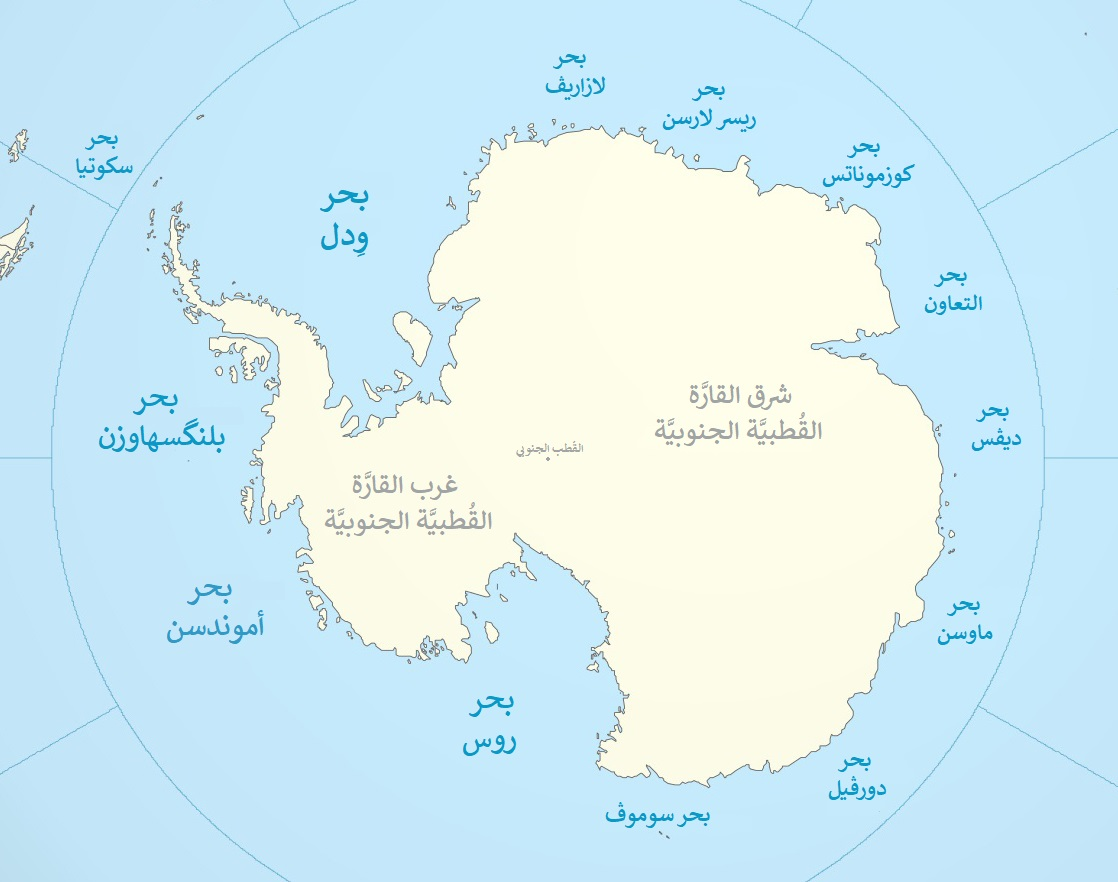
بحر موزموناتس كجزء من المحيط الجنوبي.

بحر كوزموناتس وهو بحر هامشي جزء من المحيط الجنوبي، وقد يطلق عليه بحر رواد الفضاء، والبحر يقع قبالة ساحل الأمير أولاف وأرض إندربي التي تدعيها أستراليا،في القارة القطبية الجنوبية، بين نحو 30 ° E و 50 ° E ويبلغ مساحته 699,000 كيلومتر مربع.
إلى الشرق من بحر كوزموناتس يقع بحر التعاون (بحر الكومنويلث)، وإلى الغرب يقع بحر ريسر لارسن.